# Zasada dodatkowości
Zasada dodatkowości (ang. additionality) – jedna z zasad regulujących działanie unijnych funduszy strukturalnych. Zgodnie z jej treścią, środki pieniężne przekazywane przez Komisję Europejską z funduszy strukturalnych są wyłącznie dodatkiem do środków zgromadzonych i przeznaczonych na dany projekt przez władze państwowe, regionalne lub lokalne kraju członkowskiego. Tak więc, jeśli jeden z krajów członkowskich postanawia wybudować przykładowo oczyszczalnię ścieków, ubiegając się o dotację z odpowiedniego Funduszu strukturalnego (w tym wypadku jest to Europejski Fundusz Rozwoju Regionalnego), musi najpierw wykazać, iż dotacja ta będzie jedynie uzupełnieniem brakującej części środków finansowania inwestycji. Zatem środki unijne nie mogą w całości zastępować środków państwowych.